# Dauphiné-Alpen
Die Dauphiné-Alpen sind eine Gebirgsgruppe der Westalpen in der französischen Region Dauphiné.
Westlich vorgelagert sind die Voralpenzüge Vercors und Chartreuse. Im Norden werden die Dauphiné-Alpen von den Savoyer Voralpen, im Osten von den Grajischen Alpen und im Südosten von den Cottischen Alpen umgrenzt. Für die zentrale vergletscherte Hochalpen-Gebirgsgruppe um die Gebirgsstöcke von Barre des Écrins, Meije, Ailefroide und Mont Pelvoux ist auch die Sammelbezeichnung Pelvoux gebräuchlich.
Ihr höchster Gipfel ist die Barre des Écrins, zugleich der südlichste Viertausender der Alpen.
Die Hauptgipfel der bedeutendsten Gebirgsgruppen des Haut-Dauphiné sind:
- Barre des Écrins, 4102 m
- la Meije, 3983 m
- l’Ailefroide, 3954 m
- Mont Pelvoux, 3946 m
- Pic Sans Nom, 3914 m
- le Râteau, 3809 m
- la Grande Ruine, 3765 m
- Roche Faurio, 3730 m
- les Bans, 3669 m
- les Agneaux, 3664 m
- Aiguille du plat de la Selle (Soreiller-Gruppe), 3597 m
- les Rouies, 3589 m
- Olan, 3564 m
- Pic des Arcas, 3479 m
- Roche de la Muzelle, 3465 m
- le Sirac, 3440 m
- Aiguille des Arias, 3403 m
- Mont Gioberney, 3351 m
- Tête de Vautisse, 3156 m

weitere:
- Grande Autane, 2782 m
- Le Piolit, 2464 m